# Рефракция звука
Рефракция звука — искривление звуковых лучей в неоднородной среде (атмосфера, океан), в которой скорость звука зависит от координат.
Звуковые лучи поворачивают всегда к слою с меньшей скоростью звука, и рефракция выражается тем сильнее, чем больше градиент скорости звука.

## Причины рефракции звука
- В атмосфере рефракция обусловливается пространственными изменениями температуры воздуха, скорости и направления ветра.

С высотой температура обычно понижается (до высот 15—20 км) и скорость звука уменьшается, поэтому лучи от источника звука, находящегося вблизи земной поверхности, загибаются кверху и звук, начиная с некоторого расстояния, перестаёт быть слышимым.
Если же температура воздуха с высотой увеличивается (температурная инверсия, которая часто возникает ночью), то лучи загибаются книзу и звук распространяется на большие расстояния. При распространении звука против ветра лучи загибаются кверху, а при распространении по ветру — к земной поверхности, что существенно улучшает слышимость звука. Рефракция звука в верхних слоях атмосферы может привести к образованию зон молчания и зон аномальной слышимости.
- В океане рефракция звука обуславливается неоднородностью свойств воды, главным образом по вертикали, вследствие изменения гидростатического давления с глубиной, изменения солёности и изменения температуры, возникающего вследствие неодинакового прогрева массы воды солнечными лучами.

Рефракция в океане обусловливает образование зон тени, сверхдальнее распространение звука, фокусировку звука и ряд других особенностей распространения звука.